# Hanoniscus ashtoni
Hanoniscus ashtoni är en kräftdjursart som beskrevs av Albert Vandel1973. Hanoniscus ashtoni ingår i släktet Hanoniscus och familjen Oniscidae. Inga underarter finns listade i Catalogue of Life.